# Ronde van Frankrijk 2018/Tweede etappe
De tweede etappe van de Ronde van Frankrijk 2018 werd verreden op zondag 8 juli 2018 van Mouilleron-Saint-Germain naar La Roche-sur-Yon.

## Verloop
Direct na de start vormde zich een kopgroep die bestond uit Sylvain Chavanel, Dion Smith en Michael Gogl. Na de enige bergsprint te hebben gewonnen (en daarmee de bolletjestrui) hield Smith het voor gezien en liet zich terugzakken in het peloton. Dit gold ook voor de niet helemaal fitte Gogl. Chavanel ging solo verder en pakte een voorsprong van maximaal 4 minuten. Uiteindelijk werd ook hij door het peloton teruggepakt. Zijn solo leverde hem de strijdlustprijs op. Op twee kilometer van de aankomst was er een grote valpartij, waardoor onder andere geletruidrager Fernando Gaviria niet kon meesprinten om de dagwinst. Peter Sagan kwam als eerste over de finish in La Roche-sur-Yon. Sonny Colbrelli kwam nog erg dichtbij. Sagan nam met de bonificaties de gele trui over van Gaviria.

## Uitslag
| Rituitslag Mouilleron-Saint-Germain - La Roche-sur-Yon (182,5 km) |                    |                     |          |
| Plaats                                                            | Naam               | Ploeg               | Tijd     |
| 1                                                                 | Peter Sagan        | BORA-hansgrohe      | 4u06'37" |
| 2                                                                 | Sonny Colbrelli    | Bahrain-Merida      | z.t.     |
| 3                                                                 | Arnaud Démare      | Groupama-FDJ        | z.t.     |
| 4                                                                 | André Greipel      | Lotto Soudal        | z.t.     |
| 5                                                                 | Alexander Kristoff | UAE Team Emirates   | z.t.     |
| 6                                                                 | Timothy Dupont     | Wanty-Groupe Gobert | z.t.     |
| 7                                                                 | Alejandro Valverde | Movistar Team       | z.t.     |
| 8                                                                 | Andrea Pasqualon   | Wanty-Groupe Gobert | z.t.     |
| 9                                                                 | John Degenkolb     | Trek-Segafredo      | z.t.     |
| 10                                                                | Philippe Gilbert   | Quick-Step Floors   | z.t.     |
|                                                                   |                    |                     |          |
| 16                                                                | Tom Dumoulin       | Team Sunweb         | z.t.     |

| Algemeen klassement |                    |                     |          |
| Plaats              | Naam               | Ploeg               | Tijd     |
| Gele trui           | Peter Sagan        | BORA-hansgrohe      | 8u29'53" |
| 2                   | Fernando Gaviria   | Quick-Step Floors   | + 6"     |
| 3                   | Sonny Colbrelli    | Bahrain-Merida      | + 10"    |
| 4                   | Sylvain Chavanel   | Direct Énergie      | + 13"    |
| 5                   | Philippe Gilbert   | Quick-Step Floors   | + 14"    |
| 6                   | Geraint Thomas     | Team INEOS          | + 15"    |
| 7                   | Oliver Naesen      | AG2R La Mondiale    | z.t.     |
| 8                   | Alexander Kristoff | UAE Team Emirates   | + 16"    |
| 9                   | John Degenkolb     | Trek-Segafredo      | z.t.     |
| 10                  | Timothy Dupont     | Wanty-Groupe Gobert | z.t.     |
|                     |                    |                     |          |
| 17                  | Dylan Groenewegen  | Team LottoNL-Jumbo  | z.t.     |

## Nevenklassementen
| Puntenklassement |                    |                   |        |
| Plaats           | Naam               | Ploeg             | Punten |
| Groene trui      | Peter Sagan        | BORA-hansgrohe    | 104    |
| 2                | Fernando Gaviria   | Quick-Step Floors | 78     |
| 3                | Alexander Kristoff | UAE Team Emirates | 53     |

| Bergklassement |                |                      |        |
| Plaats         | Naam           | Ploeg                | Punten |
| Bolletjestrui  | Dion Smith     | Wanty-Groupe Gobert  | 1      |
| 2              | Kévin Ledanois | Team Fortuneo-Samsic | 1      |
| 3              |                |                      |        |

| Jongerenklassement |                   |                     |          |
| Plaats             | Naam              | Ploeg               | Tijd     |
| Witte trui         | Fernando Gaviria  | Quick-Step Floors   | 8u29'59" |
| 2                  | Dylan Groenewegen | Team LottoNL-Jumbo  | + 10"    |
| 3                  | Dion Smith        | Wanty-Groupe Gobert | + 10"    |

| Ploegenklassement |                     |           |
| Plaats            | Ploeg               | Tijd      |
|                   | Quick-Step Floors   | 25u30'27" |
| 2                 | Wanty-Groupe Gobert | z.t.      |
| 3                 | Astana Pro Team     | z.t.      |

## Opgaven
- Tsgabu Grmay (Trek-Segafredo): gaf op wegens ziekte
- Luis Léon Sanchez (Astana Pro Team): gaf op wegens een elleboogbreuk

1e etappe ·
2e etappe ·
3e etappe ·
4e etappe ·
5e etappe ·
6e etappe ·
7e etappe ·
8e etappe ·
9e etappe ·
10e etappe ·
11e etappe ·
12e etappe ·
13e etappe ·
14e etappe ·
15e etappe ·
16e etappe ·
17e etappe ·
18e etappe ·
19e etappe ·
20e etappe ·
21e etappe
Startlijst · Eindstanden · Afbeeldingen